# Stefan z Irządz
Stefan Świętopełczyc z Irządz herbu Lis – wojewoda sieradzki w latach 1339–1350, skarbnik sieradzki w 1316 roku.
Jako świadek uczestniczył w polsko-krzyżackim procesie warszawskim 1339 roku.